# Better than Us
Better than Us ou Mieux que nous au Québec ; russe : Лучше, чем люди, littéralement « Mieux que les humains ») est une série télévisée de science-fiction russe créée par Andreï Jounkovski.

## Synopsis
L'histoire se déroule dans un avenir où les androïdes servent la population, remplaçant même les humains dans certains emplois. Ils élèvent des enfants et travaillent comme chauffeurs et agents de sécurité. 
En Chine, un androïde, Arisa, est conçu pour les hommes rendus solitaires par la politique de l'enfant unique, laquelle a entraîné un déséquilibre hommes-femmes. Arisa est programmée pour être l'épouse d'un homme, et une mère pour les enfants adoptés ; elle a ainsi pour priorité de protéger sa famille, sans être programmée avec les Trois lois de la robotique d'Asimov.
Après la mort de son créateur, Arisa est vendue en Russie à une puissante société de robotique, CRONOS, où elle finit par tuer un homme qui a tenté de la molester sexuellement, puis s'échappe. Dans sa fuite, elle rencontre une petite fille et une réponse automatique se crée alors qu'elle se fait tutrice de l'enfant. La série suit la famille qu’elle va protéger et son évolution graduelle.

## Distribution
- Paulina Andreeva (VF : Caroline Mozzone) : Arisa, bot empathique de nouvelle génération[1].
- Kirill Käro (VF : Julien Allouf) : Georgy N.Safronov, pathologiste, ancien chirurgien, père d'Egor et Sonya.
- Aleksandr Ustyugov (VF : Sylvain Agaësse) : Viktor Toropov, CEO de CRONOS Corporation.

### Famille
- Olga Lomonossova (VF : Aurélie Nollet) : Alla Safronova, l'ex-femme de Georgy.
- Eldar Kalimulin (VF : Clément Moreau) : Yegor Safronov, le fils de Georgy et Alla.
- Vita Kornienko (VF : Juliette Davis) : Sonya Safronova, la fille de Georgy et Alla.

### CRONOS, Liquidateurs et associés
- Aleksandr Kuznetsov (VF : Stanislas Forlani) : Bars (Barsenev), un barman du club Liquidateurs, le frère de Zhanna.
- Vera Panfilova (VF : Émilie Rault) : Zhanna, une serveuse du club Liquidateurs, la sœur de Bars.
- Fedor Lavrov (VF : Marc Saez) : Gleb, spécialiste des missions spéciales de la société CRONOS.
- Sergey Sosnovsky (ru) (VF : François Dunoyer) : Alexey Stepanovich Lossev, chef du Comité sur la cybersécurité, père de Svetlana Toropova.
- Pavel Vorozhtsov (VF : Pierre Tessier) : Igor Mikhailovich Maslovsky, directeur technique chez CRONOS Corporation.
- Irina Tarannik (VF : Véronique Picciotto) : Svetlana Toropova, femme de Viktor
- Mariya Lugovaya (en) (VF : Camille Donda) : Larisa « Lara » Kuras, une hackeuse qui aide le club Liquidateurs.

### Police
- Sergey Kolesnikov (VF : Bernard Bollet) : Anatoly Vladimirovich Svetov, chef du service de police chargé de la lutte contre la cybercriminalité.
- Kirill Polukhin (ru) (VF : Julien Kramer) : Pavel Borisovich Varlamov, un enquêteur du département cybercriminalité, ancien employé du département homicide.
- Viktoriya Korlyakova : Irina Plescheeva, une subordonnée de Varlamov du département cybercriminalité.

- Version française
  - Studio de doublage : Imagine
  - Direction artistique : Julien Kramer
  - Adaptation des dialogues : Ève Munch (E1, 5, 9), Frédéric Alameunière (E2, 6, 10-13), Solenne Mathé (E3, 7, 14, 16) et Mélody Das Neves (E4, 8, 15)

 Source et légende : version française (VF) sur RS Doublage et cartons du doublage français.

## Historique
La série Luchshe, chem lyudi a été créée par Andrey Junkovsky, et initialement produite par Yellow, Black and White en coopération avec Sputnik Vostok Production pour la chaîne publique russe C1R. 
Netflix l'a acheté sous le titre anglais Better than Us. C'est la première série russe présentée sous la forme d'un original Netflix. Elle se compose de deux saisons avec huit épisodes chacune, et devient disponible sur les marchés de Netflix en dehors de la Russie et de la Chine le 16 août 2019. À la suite de ce lancement, Netflix n'a pas confirmé de deuxième saison, mais le site IMDB a lui créé la page associée.  

## Production
Le tournage a commencé à l'été 2016 et s'est terminé à l'automne 2018.